# 老友鬼鬼 (1985年電影)
《老友鬼鬼》（英語：Friendly Ghost），是1985年上映的一部香港恐怖鬼片，由陳全執導，曾志偉、王青、岑建勳、古嘉露等主演。

## 劇情
阿威(曾志偉 飾)為一典型的小男人，本與Cat夫妻恩愛，但因小事而吵架，阿威被Cat的姊姊趕離居所，唯有搬到郊外祖屋暫住，不料屋內住有一家鬼湯瑪士(王青 飾)。阿威入住後被湯瑪士多番戲弄，求助於法師(岑建勳 飾)，希望把湯瑪士收服，反被其戲弄至狼狽而逃。Cat的姊姊性格火爆激烈，迫使Cat提出離婚，並鼓勵其另結新歡。阿威告知湯瑪士所謂婚姻破裂乃由於大姨推波助瀾，湯聽後非常同情阿威，願意代他教訓大姨。豈料湯瑪士將Cat誤作大姨，還對其一見鐘情，決定對Cat展開追求，成為阿威的情敵。

## 角色
| 演員   | 角色   | 備註 |
| 曾志偉 | 阿威   |      |
| 王青   | 湯瑪士 | 鬼魂 |
| 岑建勳 | 法師   |      |
| 古嘉露 | 阿 Cat |      |
| 金燕玲 | 金燕玲 |      |
| 秦沛   |        |      |
| 鄭丹瑞 |        |      |
| 朱柏和 |        |      |
| 童路   |        |      |
| 古美儀 |        |      |
| 文秀言 |        |      |
| 魚頭雲 |        |      |
| 楊又祥 |        |      |
| 樓南光 |        |      |
| 吳漢強 |        |      |